# 사이스

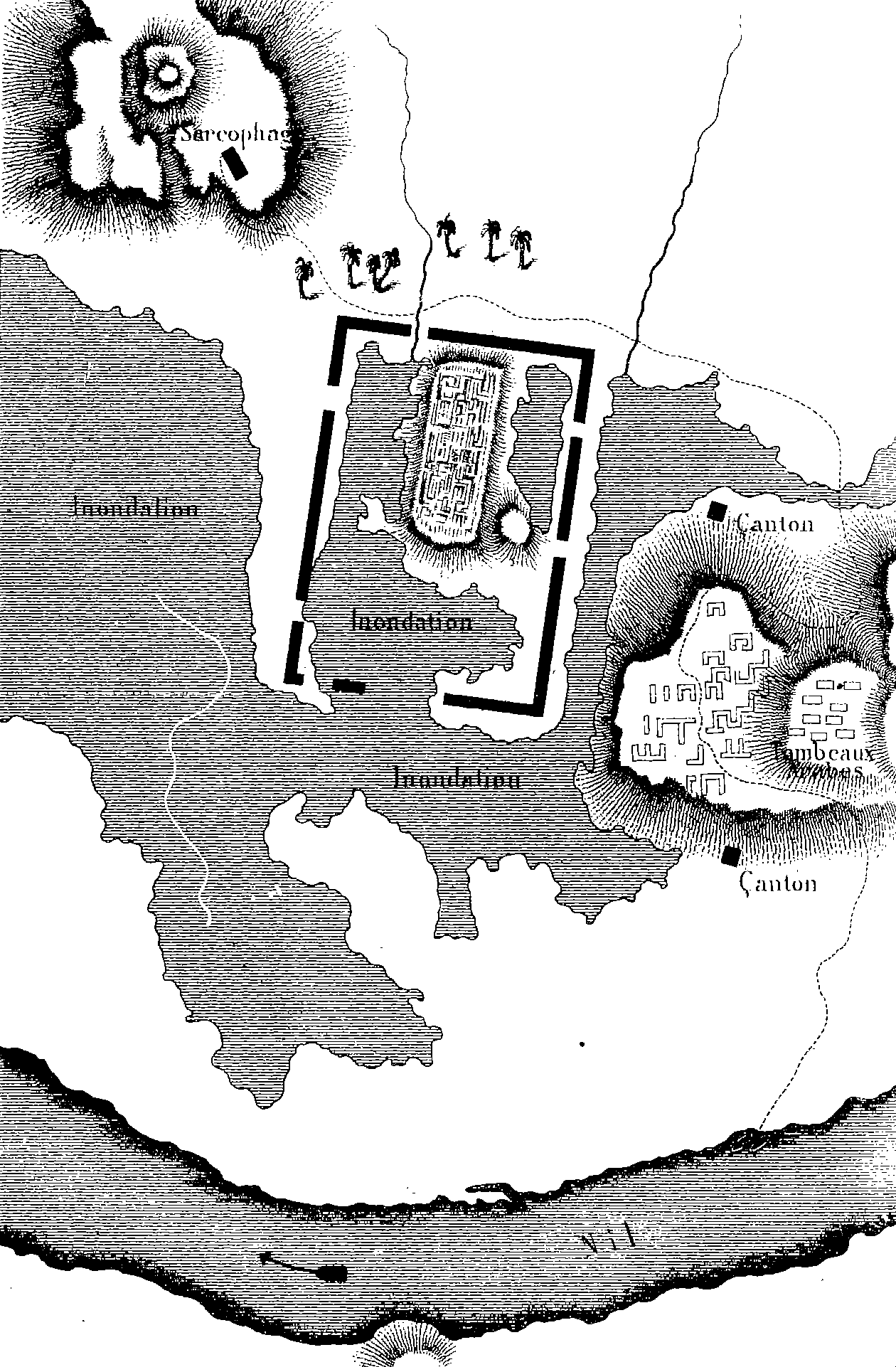

사이스(Sais)는 고대 이집트의 도시로, 나일 삼각주의 서쪽에 자리 잡고 있다. 이집트어로는 자우(Zau)라고 불렸으며, 이집트 제3중간기에 누비아계 왕조에 맞선 이집트 제24왕조, 제26왕조의 수도였다.
사이스의 수호신은 네이트였으며, 제1왕조 시기부터 숭배 의식이 있었다. 헤로도토스를 비롯한 그리스인들은 네이트를 아테나와 동일시하였으며, 아테네와 사이스에 모종의 관계가 있었다고 주장했다.
현재 사이스에는 신왕국 시대 말기(약 기원전 11세기) 이전의 흔적은 발견되지 않고 있는데, 이는 주변 농부들이 퇴적물들을 가져다 비료로 쓰면서 도시의 많은 부분이 파괴되었기 때문이다.